# PRIDE OF LIONS
「PRIDE OF LIONS」（プライド・オブ・ライオンズ）は、日本のロックバンドであるSPYAIRの楽曲。2019年4月3日に3作目の配信限定シングルとしてSony Music Associated Recordsからリリースされた。

## 概要
前作「B-THE ONE」から約3ヶ月ぶりの配信限定シングル。
表題曲「PRIDE OF LIONS」は日本体育大学の応援ソングとして書き下ろされた楽曲。
ミュージックビデオには、柔道・阿部一二三選手を筆頭に日体大のアスリートたちが戦うシーンがちりばめられている。

## 収録曲
1. PRIDE OF LIONS [3:17] 
  - 日本体育大学応援ソング